# اریتز لوستوندو
اریتز لوستوندو (انگلیسی: Aritz Elustondo؛ زادهٔ ۲۸ مارس ۱۹۹۴) بازیکن فوتبال اهل اسپانیا است.
از باشگاه‌هایی که در آن بازی کرده‌است می‌توان به باشگاه فوتبال رئال سوسیداد اشاره کرد.
وی همچنین در تیم‌های ملی فوتبال زیر ۲۱ سال اسپانیا و باسک بازی کرده‌است.